# 茂原アルカス
茂原アルカス（もばらアルカス）は、千葉県茂原市を本拠地に活動していた、日立ディスプレイズの女子バレーボールチームである。

## 歴史
母体は1971年に結成された日立茂原バレーボール部。日立製作所茂原工場（2002年に、関連企業である日立ディスプレイズに事業移行）の実業団チームとして実業団リーグ（2部リーグ）で常に上位に君臨し、1980-81年、1982-83年には日本リーグに昇格するも、1年で実業団リーグに降格してしまった。
1980年代後半になるとチームは低迷の一途をたどり、1991-92年の実業団リーグ8位で東部地域リーグ（3部リーグ）に降格。その後6年間昇格することができなかった。
1997年に、選手は日立ディスプレイズに所属のまま、企業だけでなく地域に密着したチーム運営を目指し、日本バレーボール界の頂点を目指すという観点から、チーム名をコップ座の星のひとつである「アルカス」から取って、茂原アルカスと改められた。
1998-99年の東部地域リーグ優勝。続く西部地域リーグとのプレーオフを制してV1リーグに復帰。2002-03年、22年ぶりにVリーグ復帰を果たした。
チームは単なる企業チームの枠組みにとらわれずに、地元茂原市と周辺地域のスポーツ・文化活動に貢献できるように年間を通して様々なイベントに参加してPR活動を進めていた。
しかし2005年12月28日に、母体企業である日立ディスプレイズを取り巻く経営環境が悪化、経営体質の構築を目指して経営改革を推進させるための一環との理由で、「2005-06年シーズン終了後の2006年5月をもって活動休止とし、チームを廃部する」と発表した。その後チーム全体移籍を目指したが、受け入れ先が見つからず断念。2006年5月31日をもって35年間の歴史に幕を閉じた。
廃部の際、当時の首脳陣が中心となり、Vリーグ及び日本バレーボール協会から独立した新リーグ構想も明らかにされたが、実現に至っていない。

## 成績

### 主な成績
プレミアリーグ（日本リーグ／Vリーグ）
- 優勝なし
- 準優勝なし

黒鷲旗全日本選手権
- 優勝なし

チャレンジリーグ（実業団リーグ／V1リーグ）
- 優勝なし
- 準優勝5回（1979年、1981年、1985年、2000年、2002年）

国民体育大会成年女子（6人制）
- 優勝
- 準優勝  (1981年)

### 年度別成績
| 大会名       | 大会名            | 順位   | 参加チーム数 | 試合数 | 勝 | 敗 | 勝率  |
| ------------ | ----------------- | ------ | ------------ | ------ | -- | -- | ----- |
| 実業団リーグ | 第5回 (1973/74)   | 5位    | 6チーム      | 10     | 2  | 8  | 0.200 |
| 実業団リーグ | 第6回 (1974/75)   | 4位    | 6チーム      | 10     | 4  | 6  | 0.400 |
| 実業団リーグ | 第7回 (1975/76)   | 4位    | 6チーム      | 10     | 4  | 6  | 0.400 |
| 実業団リーグ | 第8回 (1976/77)   | 3位    | 6チーム      | 10     | 6  | 4  | 0.600 |
| 実業団リーグ | 第9回 (1977/78)   | 3位    | 6チーム      | 10     | 6  | 4  | 0.600 |
| 実業団リーグ | 第10回 (1978/79)  | 3位    | 6チーム      | 10     | 5  | 5  | 0.500 |
| 実業団リーグ | 第11回 (1979/80)  | 準優勝 | 6チーム      | 10     | 7  | 3  | 0.700 |
| 日本リーグ   | 第14回 (1980/81)  | 8位    | 8チーム      | 14     | 0  | 14 | 0.000 |
| 実業団リーグ | 第13回 (1981/82)  | 準優勝 | 6チーム      | 10     | 7  | 3  | 0.700 |
| 日本リーグ   | 第16回 (1982/83)  | 7位    | 8チーム      | 21     | 4  | 17 | 0.190 |
| 実業団リーグ | 第15回 (1983/84)  | 5位    | 8チーム      | 14     | 6  | 8  | 0.429 |
| 実業団リーグ | 第16回 (1984/85)  | 5位    | 8チーム      | 14     | 5  | 9  | 0.357 |
| 実業団リーグ | 第17回 (1985/86)  | 準優勝 | 8チーム      | 14     | 8  | 6  | 0.500 |
| 実業団リーグ | 第18回 (1986/87)  | 6位    | 8チーム      | 14     | 5  | 9  | 0.357 |
| 実業団リーグ | 第19回 (1987/88)  | 6位    | 8チーム      | 14     | 4  | 10 | 0.286 |
| 実業団リーグ | 第20回 (1988/89)  | 7位    | 8チーム      | 14     | 4  | 10 | 0.286 |
| 実業団リーグ | 第21回 (1989/90)  | 6位    | 8チーム      | 14     | 4  | 10 | 0.286 |
| 実業団リーグ | 第22回 (1990/91)  | 7位    | 8チーム      | 14     | 4  | 10 | 0.286 |
| 実業団リーグ | 第23回 (1991/92)  | 8位    | 8チーム      | 14     | 0  | 14 | 0.000 |
| 実業団リーグ | 第27回 (1995/96)  | 8位    | 8チーム      | 14     | 0  | 14 | 0.000 |
| V1リーグ     | 第2回 (1999/2000) | 3位    | 8チーム      | 14     | 8  | 6  | 0.571 |
| V1リーグ     | 第3回 (2000/01)   | 準優勝 | 8チーム      | 14     | 12 | 2  | 0.857 |
| V1リーグ     | 第4回 (2001/02)   | 3位    | 7チーム      | 12     | 8  | 4  | 0.750 |
| V1リーグ     | 第5回 (2002/03)   | 準優勝 | 8チーム      | 14     | 13 | 1  | 0.929 |
| Vリーグ      | 第10回 (2003/04)  | 10位   | 10チーム     | 18     | 4  | 14 | 0.222 |
| Vリーグ      | 第11回 (2004/05)  | 10位   | 10チーム     | 27     | 4  | 23 | 0.148 |
| Vリーグ      | 第12回 (2005/06)  | 10位   | 10チーム     | 27     | 2  | 25 | 0.074 |

## 廃部年度の選手・スタッフ
2005年12月3日版

### 選手
| 背番号 | 名前       | 年齢 | 国籍 | Position             | 備考 |
| ------ | ---------- | ---- | ---- | -------------------- | ---- |
| 2      | 橋口かおり | 28   | 日本 | ライト               |      |
| 3      | 福田優     | 22   | 日本 | リベロ               |      |
| 4      | 東山由香   | 19   | 日本 | セッター             |      |
| 5      | 狩野美雪   | 28   | 日本 | レフト               |      |
| 6      | 角田真由美 | 32   | 日本 | センター             |      |
| 7      | 菅原弓貴   | 24   | 日本 | ライト/レフト/リベロ |      |
| 8      | 船崎恵視   | 28   | 日本 | セッター             |      |
| 9      | 田口恵     | 27   | 日本 | センター             |      |
| 11     | 西村佳名子 | 28   | 日本 | ライト               | 主将 |
| 12     | 秋山葵     | 23   | 日本 | レフト               |      |
| 13     | 田辺友紀   | 24   | 日本 | センター             |      |
| 14     | 井西彩乃   | 24   | 日本 | レフト               |      |
| 16     | 上岡奈々瀬 | 22   | 日本 | センター             |      |
| 17     | 仲川香     | 19   | 日本 | リベロ               |      |
| 18     | 松尾留比子 | 24   | 日本 | オールラウンド       |      |

### スタッフ
| 役職             | 名前       | 国籍 | 備考 |
| ---------------- | ---------- | ---- | ---- |
| 部長             | 佐藤幸宏   | 日本 |      |
| 副部長           | 原田芳信   | 日本 |      |
| 監督代行         | 豆田憲昭   | 日本 |      |
| コーチ           | 市原勝彦   | 日本 |      |
| コーチ           | 高橋悠     | 日本 |      |
| トレーナー       | 加藤貴也   | 日本 |      |
| トレーナー       | 古賀美那子 | 日本 |      |
| マネージャー     | 堀田紗緒里 | 日本 |      |
| 事務局長         | 名雪洋二   | 日本 |      |
| 事務局兼広報担当 | 高橋盛     | 日本 |      |

## 在籍していた主な選手
| - 辻知恵 - 吉田千絵 - 東山由香 - 狩野美雪 - 田口恵 - 井西彩乃 - 菅原弓貴 - 松尾留比子 - 船崎恵視 | - 田辺友紀 - 福田優 - 上岡奈々瀬 - 仲川香 - 橋口かおり - 角田真由美 - 西村佳名子 - 秋山葵 |